# Universidad Nacional del Noroeste de la Provincia de Buenos Aires
La Universidad Nacional del Noroeste de la Provincia de Buenos Aires (UNNOBA) es una universidad pública argentina con sede central y Rectorado en Junín, asiento de sus autoridades centrales. Fue creada por decreto del Poder Ejecutivo Nacional N.º 2617 del 16 de diciembre de 2002 durante la Presidencia de Eduardo Duhalde. El Poder Legislativo ratificó la creación a través de la Ley N.º 25.824 del 19 de noviembre de 2003, promulgada el 5 de diciembre de ese año por el presidente Néstor Kirchner mediante el decreto 1204/03.
La universidad posee también sedes en Pergamino, Rojas y la Ciudad de Buenos Aires. Su zona de influencia abarca el noroeste de la provincia de Buenos Aires, sur de Santa Fe y de Córdoba y noreste de La Pampa.
La concreción del proyecto institucional tiene como antecedente la organización de dos Centros Universitarios Regionales —el Centro Universitario Regional Junín (CURJ) y el Centro Regional Universitario Pergamino (CRUP) — que desarrollaron actividades de educación superior universitaria desde 1990 y 1991 respectivamente.
La etapa de organización comenzó en 2003, y en 2005 la UNNOBA contaba con el dictado de su propia oferta académica. En 2007 se eligieron los representantes a la Asamblea Universitaria y al Consejo Superior y el 26 de abril de ese año fue elegido el primer Rector por la Asamblea Universitaria. A fines del año 2008 se inició la organización de las Escuelas. La normalización de las mismas se concretó durante el mes de octubre del año 2010.
Los primeros egresados recibieron sus diplomas el 5 de octubre de 2009 en un acto realizado en el Teatro de la Ranchería de Junín.
El 8 de marzo de 2019, la Asamblea Universitaria eligió como Rector al Dr. Guillermo Tamarit para el período 2019-2023.

## Inserción regional
Las ciudades de Junín y Pergamino, sedes académicas de la UNNOBA, están localizadas en las regiones noroeste y norte de la provincia de Buenos Aires, respectivamente. 
La delimitación regional de la universidad se organiza en torno al marco natural, la Pampa Ondulada Alta, que se caracteriza por la extrema calidad de la tierra y su perfil ondulado, eminentemente agrícola. Esa zona abarca dos subregiones: el corredor fluvial-industrial, que acompaña al río Paraná en su recorrido por la provincia de Buenos Aires, compuesto por los partidos de San Nicolás, Ramallo, San Pedro, Baradero, Zárate, Campana, Escobar, Tigre y San Fernando; y la subregión agrícola, compuesta por los partidos de Alberti, Arrecifes, Capitán Sarmiento, Carmen de Areco, Colón, Chacabuco, Chivilcoy, Exaltación de la Cruz, General Arenales, Junín, Leandro N. Alem, Mercedes, Pergamino, Rojas, Salto, San Andrés de Giles, San Antonio de Areco y Suipacha.
Algunas de las ciudades mencionadas, debido a sus actividades comerciales, de servicios, sanitarias, educativas, mediáticas y administrativas tienen influencia sobre otras zonas, principalmente en el sur santafesino, y en el nordeste de la provincia de La Pampa.
La tradición de los centros universitarios regionales de Junín y Pergamino muestra que la mitad de los alumnos provienen de localidades aledañas entre las que se destaca la afluencia de alumnos de los partidos de Chacabuco, Lincoln, General Viamonte, Rojas, General Arenales, Leandro N. Alem, General Pinto, Bragado, Colón, Arrecifes, Salto, Capitán Sarmiento, 9 de Julio y San Antonio de Areco, entre otros.

## Dependencias

### Sede de Junín
La UNNOBA posee su sede central en la ciudad de Junín. Allí se ubica el Rectorado y tienen su asiento las principales autoridades. En parte de su infraestructura se desarrollaron las actividades del Centro Universitario Regional Junín, durante la década de 1990 (CURJ). Otros edificios y predios se fueron agregando y construyendo posteriormente.
| Edificio Reforma Universitaria                       | Rectorado de la Universidad. Consejo Superior Salón de la Democracia Argentina Oficinas administrativas.                                                                                | Avenida Libertad 555 (esquina Primera Junta) |  |
| Edificio Presidente Raúl R. Alfonsín                 | Auditorio Bicentenario de la Declaración de la Independencia Argentina Salón de Usos Múltiples Julio Henestrosa Extensión Universitaria Instituto de Postgrado Oficinas administrativas | Sarmiento 1169 (entre Av. Libertad y Salta)  |  |
| Edificio María Eva Duarte de Perón                   | Escuela de Tecnología Aulas y laboratorios. | Newbery 355 (esquina Sarmiento)              |  |
| Edificio Alicia Moreau de Justo                      | Escuela de Ciencias Económicas y Jurídicas (ECEJ) Escuela de Ciencias Agrarias Naturales y Ambientales (ECANA) Aula Magna de la Universidad                                             | Roque Sáenz Peña 456 (esquina Newbery)       |  |
| Edificio Elvira Rawson de Dellepiane                 | Oficina de Alumnos, aulas y laboratorios. | Rivadavia 453 (esquina Newbery)              |  |
| Campo Experimental Las Magnolias                     | Laboratorios, Aulas y Granja Educativa | Ruta 188 km 147                              |  |
| Escuela Secundaria Presidente Domingo F. Sarmiento   | Escuela Secundaria Presidente Domingo F. Sarmiento | Newbery 757 (esquina Pringles)               |  |
| Centro de Investigaciones Básicas y Aplicadas (CIBA) | Centro de Investigaciones Básicas y Aplicadas (CIBA) | Newbery 261                                  |  |
| Biblioteca Universitaria Silvina Ocampo              | Biblioteca Universitaria Silvina Ocampo | Newbery 355                                  |  |
| Comedor Universitario El Taller                      | Comedor Universitario El Taller | Newbery y Sarmiento                          |  |

### Sede Pergamino
La UNNOBA en la sede de la ciudad de Pergamino cuenta con una infraestructura compuesta en parte, por edificios y superficies donde se desarrollaron actividades del Centro Regional Universitario Pergamino (CRUP) y otros edificios y predios se agregaron posteriormente. 
| Edificio Monteagudo                  | Sala del Consejo Superior "Dr. Arturo Umberto Illia" Auditorio Atahualpa Yupanqui Área de Alumnos, oficinas administrativas, aulas y laboratorios | Monteagudo 2772                         |  |
| Edificio ECANA                       | Escuela de Ciencias Agrarias, Naturales y Ambientales (ECANA) Auditorio Manuel Belgrano Aulas                                                     | Av. Presidente Dr. Arturo Frondizi 2650 |  |
| Edificio Matilde                     | Extensión Universitaria | Echevarría 555                          |  |
| Pabellón Maíz-INTA                   | Aulas y laboratorios | Ruta Provincial 32 km 4,5               |  |
| Centro de Bioinvestigaciones (CeBio) | Centro de Bioinvestigaciones (CeBio) | Ruta Provincial 32 km 3,5               |  |

### Sede CABA
| Edificio CABA UNNOBA | Oficinas administrativas Centro de Edición y Diseño (CEDI) Área Universitaria de Realizaciones Audiovisuales (AURA) | Callao 289 |  |

### Sede Rojas
| Centro de Actividades Universitarias "Ernesto Sabato" | Oficinas administrativas y aulas | 25 de Mayo y Tomey |  |

## Estructura académica

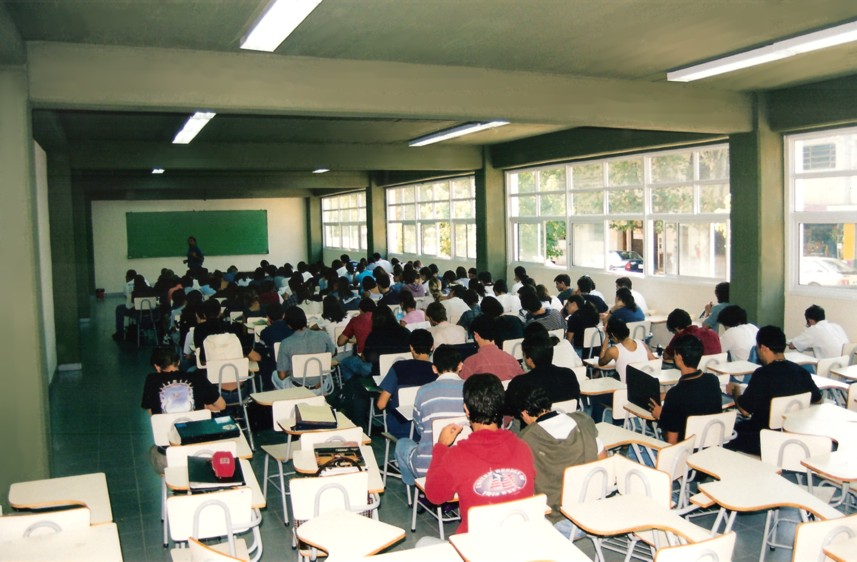
Aula en la sede de Rivadavia 453, en Junín.

El diseño de la estructura académica obedece a la necesidad de pensar un modelo de universidad dinámico y flexible, que esté en condiciones de responder a las cambiantes realidades que presenta la sociedad actual y a la diversidad que deberá atender en las décadas venideras.
La experiencia recogida como consecuencia del funcionamiento del CURJ, del CRUP y de otros emprendimientos educativos regionales de parecida significación, conduce a pensar en una estructura organizativa que se sustente en la convergencia de Escuelas y Departamentos.

### Escuelas
Las Escuelas constituyen el ámbito curricular de la organización universitaria. Son unidades de enseñanza desde las que se llevan a cabo todas las actividades que permitan a los alumnos que estén dispuestos a hacer el esfuerzo necesario, llegar al conocimiento a partir del estudio sistemático y sostenido, alcanzando las distintas titulaciones de pregrado, grado y postgrado según corresponda. Tienen, además de estas funciones específicas, otras conducentes al mismo fin y que desarrollan en colaboración con las secretarías de la universidad. La administración de las Escuelas, que incluye organismos de cogobierno entre docentes, graduados y estudiantes, provee el ejercicio democrático necesario como para que estos últimos no sean solamente "profesionales", sino "ciudadanos" comprometidos y solidarios, habilitados para el ejercicio de una profesión.
Puede encontrarse una síntesis sobre las escuelas de la UNNOBA en el video institucional.

### Departamentos
Los Departamentos están constituidos por conjuntos de asignaturas correspondientes a una misma área del conocimiento, o por áreas de conocimientos afines según los casos, y son los responsables de atender las necesidades curriculares planteadas por la oferta de pregrado, grado y posgrado académico. El esquema de funcionamiento en Departamentos permite la movilidad horizontal del cuerpo docente, lo cual resulta de fundamental importancia para alcanzar los máximos niveles de excelencia y eficiencia intelectual, así como la buscada flexibilidad en la estructura de funcionamiento académico de la universidad. Posibilita la adaptación del cuerpo docente ante un eventual cambio en el plan de estudios o ante necesarias nuevas orientaciones de las carreras que ofrece la universidad. El cuerpo docente de cada departamento deberá estar integrado, en las proporciones deseables y posibles, por personal con mayor dedicación, el cual, además de atender la enseñanza, deberá desarrollar tareas de investigación y de formación de recursos humanos en esta última actividad.

## Carreras
| Unidad académica                                      | Área                                     | Área                      | Carrera                                         | Duración         |
| Escuela de Ciencias Agrarias, Naturales y Ambientales | Agronomía                                | Agronomía                 | Ingeniería Agronómica                           | 5 años           |
| Escuela de Ciencias Agrarias, Naturales y Ambientales | Agronomía                                | Agronomía                 | Ingeniería en Alimentos                         | 5 años           |
| Escuela de Ciencias Agrarias, Naturales y Ambientales | Agronomía                                | Agronomía                 | Tecnicatura en Producción de Alimentos          | 3 años           |
| Escuela de Ciencias Agrarias, Naturales y Ambientales | Genética                                 | Genética                  | Licenciatura en Genética                        | 5 años           |
| Escuela de Ciencias Económicas y Jurídicas            | Administración y Economía                | Administración y Economía | Contador Público                                | 4 años           |
| Escuela de Ciencias Económicas y Jurídicas            | Administración y Economía                | Administración y Economía | Licenciatura en Administración                  | 4 años           |
| Escuela de Ciencias Económicas y Jurídicas            | Administración y Economía                | Administración y Economía | Tecnicatura en gestión de PYMES                 | 2 años y 6 meses |
| Escuela de Ciencias Económicas y Jurídicas            | Administración y Economía                | Administración y Economía | Tecnicatura en Gestión Pública                  | 2 años y 6 meses |
| Escuela de Ciencias Económicas y Jurídicas            | Jurídicas                                | Jurídicas                 | Abogacía                                        | 5 años           |
| Escuela de Tecnología                                 | Diseño                                   | Diseño                    | Licenciatura en Diseño de Indumentaria y Textil | 4 años           |
| Escuela de Tecnología                                 | Diseño                                   | Diseño                    | Tecnicatura en Diseño de Indumentaria y Textil  | 3 años           |
| Escuela de Tecnología                                 | Ingeniería                               | Ingeniería                | Ingeniería Industrial                           | 5 años           |
| Escuela de Tecnología                                 | Ingeniería                               | Ingeniería                | Tecnicatura en Mantenimiento Industrial         | 3 años           |
| Escuela de Tecnología                                 | Ingeniería                               | Ingeniería                | Ingeniería Mecánica                             | 5 años           |
| Escuela de Tecnología                                 | Informática                              | Informática               | Licenciatura en Sistemas                        | 5 años           |
| Escuela de Tecnología                                 | Informática                              | Informática               | Analista de Sistemas                            | 3 años           |
| Escuela de Tecnología                                 | Informática                              | Informática               | Ingeniería en Informática                       | 5 años           |
| Instituto Académico de Desarrollo Humano              | Instituto Académico de Desarrollo Humano | Salud                     | Enfermería                                      | 3 años           |
| Instituto Académico de Desarrollo Humano              | Instituto Académico de Desarrollo Humano | Salud                     | Licenciatura en Enfermería                      | 5 años           |

La carrera de Genética se destaca por la importante aplicación en las actividades productivas de la región, y además es una licenciatura disponible solamente en dos universidades nacionales, junto con la Universidad Nacional de Misiones en Posadas.

### Posgrado
El Instituto de Posgrado de la Universidad Nacional del Noroeste de la Provincia de Buenos Aires ofrece las siguientes carreras:
- Doctorado en Mejoramiento Genético 
- Maestría en Energías Renovables y su Gestión Sustentable
- Maestría en Prevención y Control de las Zoonosis
- Maestría en Gestión de la Innovación y la Vinculación Tecnológica en el Sector Agroindustrial.
- Maestría en Diseño orientada a la Estrategia y la Gestión de la Innovación 
- Maestría en Dirección de Empresas
- Maestría en Bioinformática y Biología de Sistemas
- Especialización en Energías Renovables
- Especialización en Gestión de la Innovación y la Vinculación Tecnológica
- Especialización en Docencia Universitaria 
- Especialización en Planificación y Política Pública Territorial

### Investigación

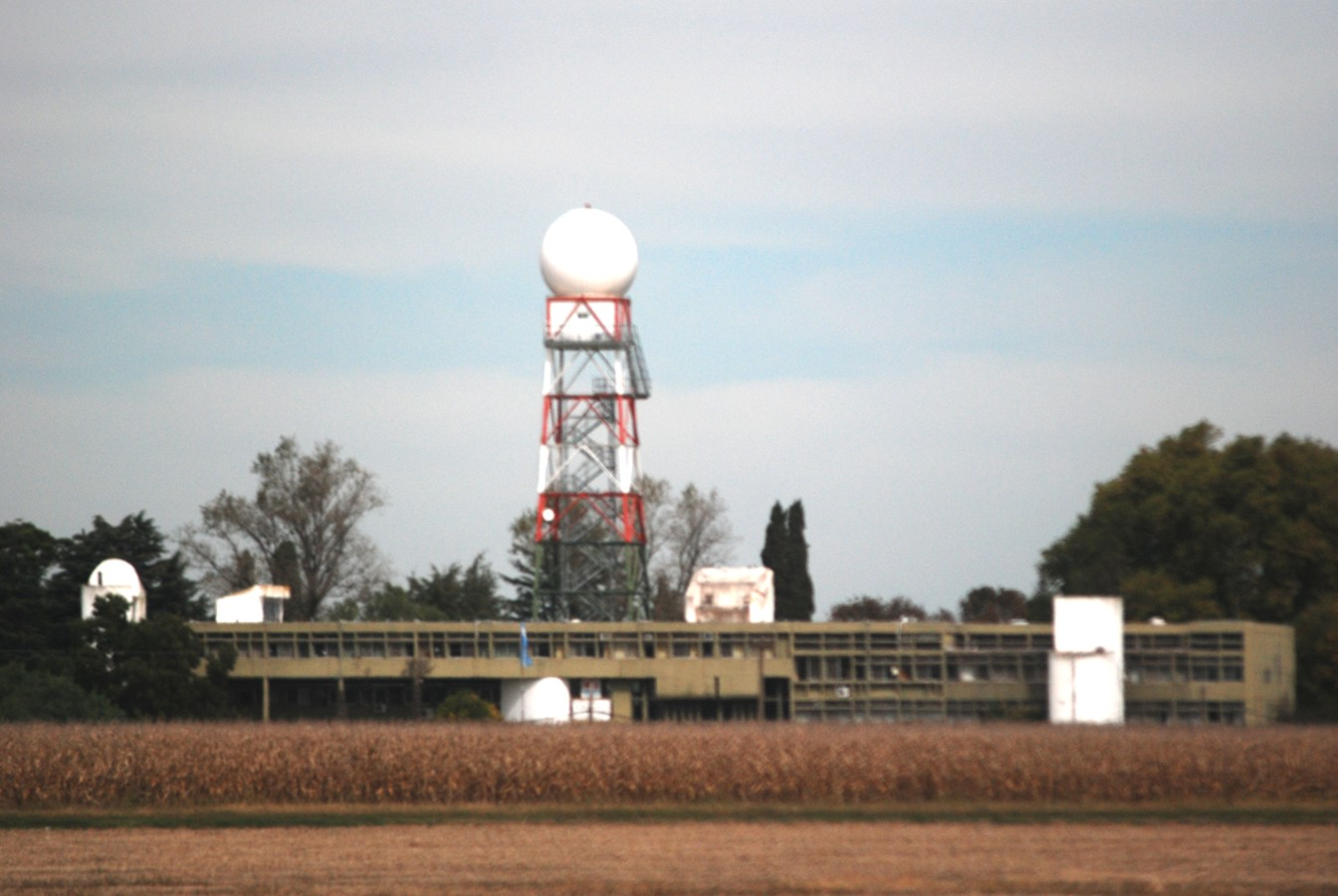
Vista del radar meteorológico en la Estación Experimental del INTA Pergamino, donde se encuentra la sede de la Escuela de Ciencias Agrarias, Naturales y Ambientales (ECANA) de la UNNOBA.

Cuando se creó la Secretaría de Investigación, Desarrollo y Transferencia, en el año 2004, el desafío fue, por un lado, identificar las líneas de investigación consolidadas en la región y, por el otro, crear nuevas líneas de investigación. Para el primer caso, la alianza con instituciones de probada excelencia, como el Instituto Nacional de Tecnología Agropecuaria (INTA) y el Instituto Nacional de Enfermedades Virales Humanas “Doctor Julio Maiztegui” (INEVH), ambos ubicados en Pergamino, fue crucial. Para el segundo caso, se buscó la radicación de científicos y científicas de otras universidades, así como la formación de graduados y graduadas en investigación.
En 2009 se logró formar la Unidad Integrada INTA-UNNOBA, una iniciativa destinada
a fortalecer la producción agropecuaria y contribuir al desarrollo regional.
En 2010 se creó el Centro de Estudios sobre Territorio, Energía y Ambiente (TEAM).
En 2011 se crearon un conjunto de institutos y centros científicos en la UNNOBA: el Instituto de Diseño e Investigación (IDI), el Instituto de Investigación y Transferencia de Tecnología (ITT) y el Centro de Bioinvestigaciones (CeBio).
El IDI tiene la misión de vincular la estructura científico-tecnológica con el sector productivo y las políticas locales para promover la formación de actores con injerencia en el contexto socioeconómico.
El CeBio tiene como objetivo generar y difundir conocimiento científico en biología, a través de la investigación, la docencia, la transferencia y la vinculación con la sociedad. Se orienta principalmente a estudios relacionados con el sector productivo agropecuario.
El ITT se centra en la innovación y la tecnología para contribuir con el crecimiento regional, nacional e internacional, profundizando el progreso de las ciencias informáticas, y apuntando a la solución de problemas relevantes de la sociedad y su desarrollo sustentable.
En 2012 se creó  el Instituto de Políticas y Gobierno (IPG) cuyo objetivo fue promover las vinculaciones con gobiernos locales, instituciones científicas y tecnológicas, el sector productivo y de servicios y organismos sociales para transferir los conocimientos generados. Su finalidad se fundamenta en la investigación, relevamiento de datos, consolidación de la información estadística, reflexión en torno a políticas públicas, formación y capacitación de recursos humanos de la administración y la gestión gubernamental. Cuenta con un Observatorio de Información Territorial que reúne, organiza, sistematiza información estadística y la pone a disposición de los sectores público y privado.
En 2013 se creó el Instituto de Investigación en Desarrollo Sostenible (IIDS) con el objetivo de lograr un bienestar general sostenible en el área de las obras de ingeniería. En 2014 se creó el El Laboratorio de Ensayos de Estructuras y Materiales (LEMEJ), dependiente del IDS. Está dedicado al asesoramiento, capacitación y prestación de servicios a terceros en el área de materiales, estructuras, construcciones y productos industriales. Estos servicios tienen por objetivo, por un lado, garantizar que todo lo que se libre al uso público tenga un margen de seguridad acorde con la normativa vigente y, por otro, el mejoramiento de su calidad, nivel de prestaciones y durabilidad.
Un hito significativo que tuvo lugar en 2014 fue la constitución del Centro de Investigación y Transferencia del Noroeste de la Provincia de Buenos Aires (CITNOBA), unidad de doble dependencia con el Conicet.
En 2015 se creó el Centro de Investigaciones Básicas y Aplicadas (CIBA), un espacio  multidisciplinario de investigación cuyo objetivo fue impulsar el desarrollo tecnológico y la generación de conocimiento en las áreas de ciencias de la medicina aplicada.
En abril de 2017 se incorporó la UNSADA al Convenio de creación del CITNOBA, firmado entre el Conicet y la UNNOBA, convirtiéndose este en un centro de triple dependencia entre el Conicet, la UNNOBA y la UNSAdA. El directorio del CITNOBA está constituido por dos integrantes de la UNNOBA, dos de la UNSADA, dos del Conicet, el director del CIT y participan también los secretarios de Investigación de las dos Universidades.
A lo largo de las primeras dos décadas se fueron creando distintos laboratorios dedicados a temas específicos: el Laboratorio de Biomasa, el Laboratorio de Alimentos, el Laboratorio de Microbiología, el Laboratorio de Limnología, el Laboratorio de Investigaciones en Zoología Agrícola (LIZoA), el Laboratorio de Investigación en Energías Renovables (LIDER), el Laboratorio de Producción Animal (LPA), entre otros.
En 2022, la UNNOBA recibió a evaluadores externos en el marco del Programa de Evaluación Institucional (PEI) de la función Investigación y Desarrollo (I+D), dependiente del Ministerio de Ciencia, Tecnología e Innovación de la Nación.  El objetivo de este programa es promover el mejoramiento de las instituciones pertenecientes al sistema de ciencia y tecnología. En ese sentido, el propósito de la adhesión de la UNNOBA al PEI fue el de mejorar las capacidades científicas de la Universidad.

## Extensión universitaria
La extensión universitaria se puede definir como la actividad mediante la cual la universidad aporta a la sociedad, en forma crítica y creadora, los resultados y logros de su investigación y docencia. Asimismo, al conocer la realidad social y su cultura, enriquece toda su actividad académica conjunta.
Las oficinas de la Secretaría de Extensión se encuentran en el edificio Presidente Raúl R Alfonsín (Sarmiento 1169, Junín) y en el edificio Matilde (Echeverría 549, Pergamino)
| Sede      | Dirección      |
| --------- | -------------- |
| Junín     | Sarmiento 1169 |
| Pergamino | Echeverría 549 |

### Direcciones y programas
Las primeras actividades de extensión universitaria en la UNNOBA comenzaron casi en simultáneo con el dictado de las primeras carreras, cuando, a mediados de 2005, se abrieron los cursos de extensión dirigidos a personas mayores de 55 años, a través del Programa de Educación y Promoción de la Salud de Adultos Mayores (PEPSAM).
Bajo un horizonte que apuntaba a acercar propuestas educativas a diversos grupos sociales que no tenían la intención de estudiar una carrera, se abrieron en 2006 los “cursos de extensión cultural” dirigidos a personas de todas las edades. Ese mismo año se creó la Dirección de Deportes, lo que permitió que la comunidad universitaria, integrada por estudiantes, docentes y no docentes, pueda realizar actividades físicas, como un complemento de la actividad académica e intelectual.
Con el tiempo, la oferta de cursos para mayores y de extensión cultural (para todas las edades), devino en la creación de distintos espacios y programas dentro de la Secretaría de Extensión: de Idiomas, de Formación y Actualización Laboral, de Cultura General. En la actualidad, los niños, niñas y adolescentes también tienen su lugar en la Universidad con talleres lúdicos vinculados al arte, la tecnología y la ciencia.
Otro eje de trabajo de la Secretaría son los proyectos de extensión en los que docentes y estudiantes de la UNNOBA abordan problemas específicos de la sociedad (vinculados a la salud, educación, derechos humanos, identidad, etc.). Mediante estas acciones sustentadas en saberes se apunta a contibuir en la mejora de la calidad de vida de la comunidad.
Otro ejemplo de inserción de la UNNOBA en la comunidad es el programa “Casitas del Saber”, el cual promueve la inclusión social de niños y niñas de 3 a 12 años. Estos espacios se insertan en distintos barrios vulnerables o poblaciones donde la Universidad tiene sede, con el objetivo de fortalecer el desarrollo integral de la infancia a través de la promoción y ampliación de sus conocimientos y saberes. Se trabaja en problemáticas tales como la deserción escolar, con la finalidad de evitar la exclusión educativa de niñas y niños. En definitiva, la idea es acercar la Universidad a los sectores más vulnerables de la infancia.
Finalmente, la Escuela de Dirigentes Sociales, emprendida a partir de un convenio con la Sociedad de Comercio e Industria de Junín, es otra de las iniciativas de la UNNOBA para contribuir al bienestar de la sociedad. Esta Escuela está orientada a la formación de líderes y dirigentes sociales, comunitarios, políticos, gremiales, con la finalidad de mejorar la calidad de la actividad política a nivel local. 

## Títulos Honoríficos

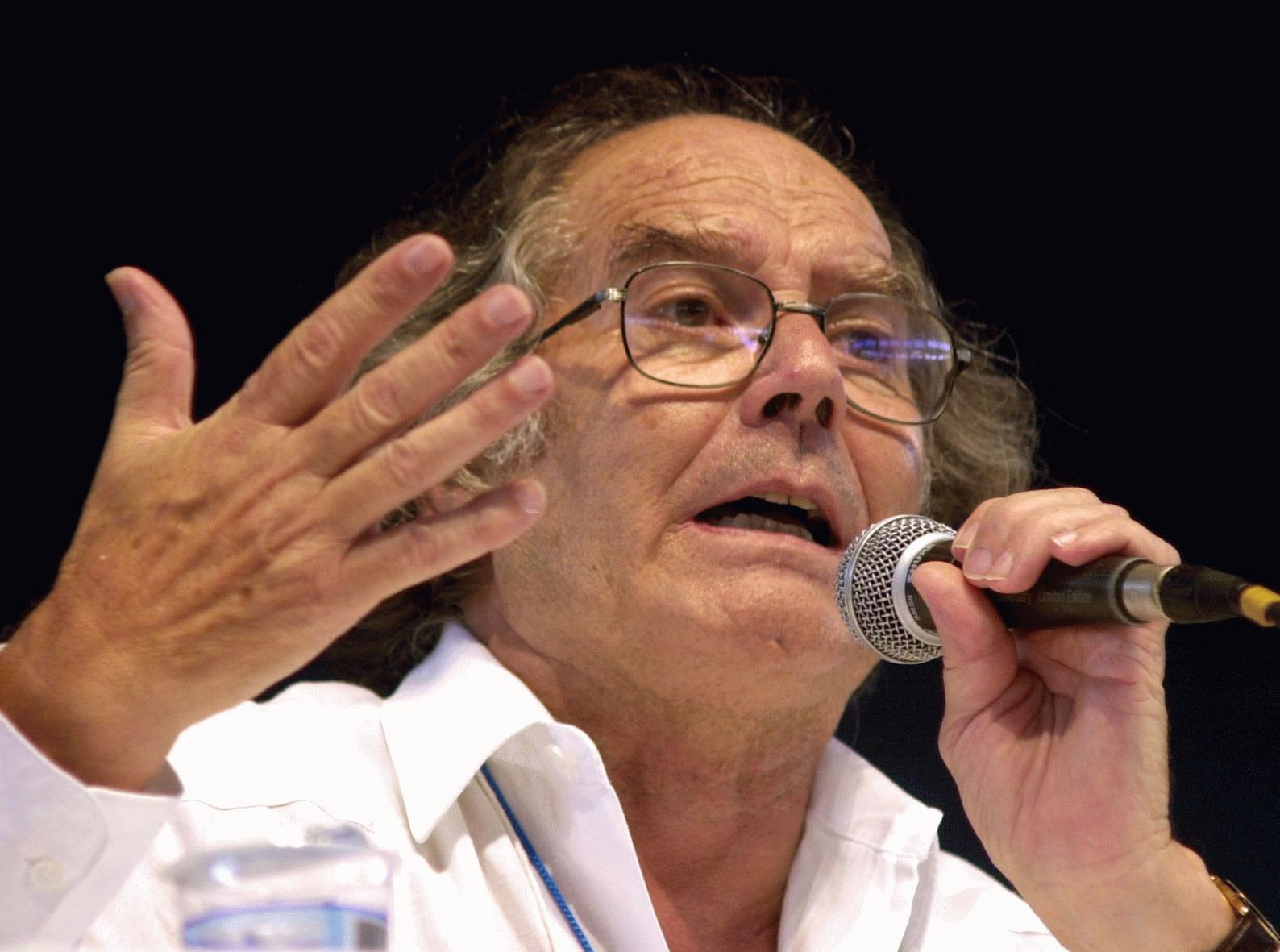
Adolfo Pérez Esquivel, Premio Nobel de la Paz y profesor Honorario de la UNNOBA.

De acuerdo con el artículo 36 del estatuto de la universidad, los grados académicos honorarios son:
- Visitante Ilustre: aquellas personalidades reconocidas en materia académica, científica, política, cultural o social que visitan la universidad. Visitantes Ilustres de la UNNOBA: Estela Barnes de Carlotto, Nora Morales de Cortiñas, Alejandro Sabella, Javier González Fraga, Raúl Hernández Pérez, Horacio Pernasetti, Oscar Lamberto, Ricardo Blanco y Jorge Frascara.
- Profesor Emérito: aquellos profesores ordinarios de la universidad que habiendo cumplido sesenta y cinco años de edad y poseyendo méritos de excepción sean designados como tales. El Profesor Emérito puede continuar en la investigación y colaborar en la docencia de grado y posgrado. Profesor Emérito de la UNNOBA: Oscar Giacomantone.
- Profesor Consulto: son aquellos profesores ordinarios de la Universidad que hayan cumplido sesenta y cinco años de edad y posean méritos significativos.
- Profesor Honorario: aquellos profesores que revistiendo el carácter de personalidades eminentes en el campo intelectual, artístico o político, ya sea del país o del extranjero, y no siendo profesores ordinarios de la universidad, la misma decide honrarlos especialmente. Profesores Honorarios de la UNNOBA: Adolfo Pérez Esquivel, Eugenio Zaffaroni, Aldo Ferrer, Aída Kemelmajer de Carlucci, Edna Pozzi y Rodolfo Alarcón Ortiz.
- Doctor Honoris Causa: máximo grado académico honorario destinado a aquellas personalidades que, perteneciendo o no a la universidad, poseen méritos de excepción en materia académica, científica, política, cultural o social. Doctores honoris causa de la UNNOBA: Alberto Rex González, Tulio Halperín Donghi, Luis Julián Lima, Jorge Brovetto y Juan Carlos Corbetta y Marco Antonio Rodríguez Díaz.

## Historia

### El proyecto inconcluso de los años 70
La concreción del actual proyecto institucional y académico de la Universidad Nacional del Noroeste de la Provincia de Buenos Aires registra antecedentes hacia fines de la década de 1960. En aquellos años se planificaba en Argentina un programa de reestructuración de la educación universitaria, conocido como Plan Taquini, dado que su autor fue el Dr. Alberto Taquini. Tenía por objetivo formar los recursos humanos necesarios para el desarrollo económico y el progreso social y cultural del país. Se buscaba también descongestionar o descentralizar las grandes universidades ante la afluencia de gran cantidad de estudiantes, y crear universidades en el interior del país para promover el desarrollo de cada región evitando las emigraciones internas de los estudiantes provocadas por la carencia de oferta educativa de nivel universitario en el lugar de origen.
Como producto de estas ideas y en los últimos dos años del gobierno de facto iniciado en 1966, se crearon 12 universidades nacionales en diferentes ciudades, la mayoría de ellas capitales de provincia, dando lugar a una mayor diferenciación y a una significativa expansión del sistema universitario argentino.

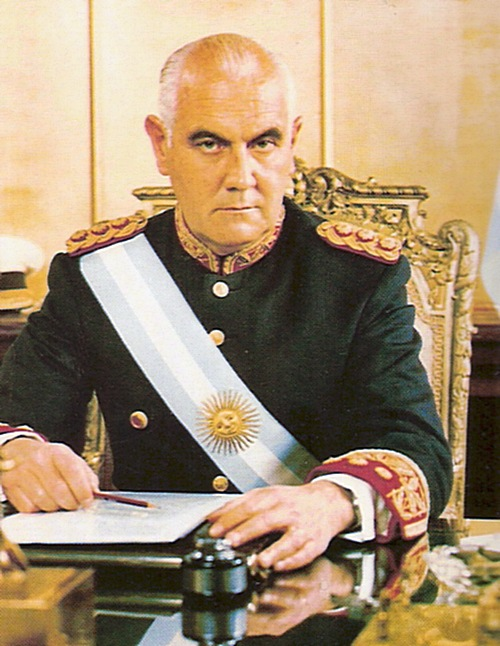
El presidente de facto Alejandro Lanusse.

En el marco de este proyecto, el 9 de marzo de 1973 el presidente Alejandro Agustín Lanusse firmó el decreto 20.204 mediante el cual se creaba la Universidad Nacional del Noroeste de la Provincia de Buenos Aires, con sede central en la ciudad de Junín. Además autorizaba el establecimiento de dependencias en otros partidos de la zona de influencia de esa ciudad, en particular contemplaba la utilización de instalaciones del INTA en Pergamino.
El proyecto se inscribió en lo que el gobierno de facto de ese momento denominó "la política del Gobierno Nacional tendiente a afianzar, expandir y regionalizar el sistema universitario de acuerdo a los objetivos y políticas regionales expuestos en el plan nacional de desarrollo y seguridad 1971-1975 aprobado por la Ley 19.039." La norma sería ratificada posteriormente por el Congreso Nacional. Como en el caso del resto de las creaciones de este breve lapso, contaba con el aval de un estudio de factibilidad técnica efectuado por la Comisión de Factibilidad, especialmente creada por el Ministerio de Cultura y Educación.
El 25 de mayo de 1973, asume como presidente el Dr. Héctor José Cámpora, quien en el marco de un cambio de la política universitaria, firmó el decreto 451 por el cual se suspendieron los trámites y estudios para la creación de universidades nacionales en Formosa, Olavarría, el Delta y Jujuy. Los argumentos fueron, por un lado, la necesidad de propiciar la expansión del nivel universitario integrado en una planificación global, y por otro lado la asignación por parte del gobierno de recursos financieros para atender las necesidades primarias del sistema educativo.
Para el caso de la Universidad Nacional del Noroeste, el mencionado decreto no la suspende, pero determina que sería necesaria la profundización por parte del Ministerio de Educación de los estudios referidos a su organización e integración en el sistema universitario.
El devenir político del país y las dificultades presupuestarias para educación, impidieron que se avanzara con el proyecto, que no llegó a concretarse.

### Surgimiento de los centros regionales
La democratización del país en el año 1983 trajo aparejado un giro de relevancia en la política universitaria nacional concentrado principalmente en la normalización y recuperación de la autonomía de las universidades. En el marco de este cambio en el clima político, la comunidad de Junín comienza a bregar por la universidad que había quedado como una asignatura pendiente en el imaginario colectivo de la población.
El entonces intendente Ing. Abel Miguel, a cargo del poder ejecutivo de Junín entre 1983 y 2003, encabeza diferentes gestiones ante autoridades nacionales, pero no logra avanzar debido a la decisión de la administración no crear nuevas universidades nacionales.
En 1986, las demandas fueron canalizadas en el seno del Consejo Interuniversitario Nacional (CIN), quien encomendó a la Secretaría de Enseñanza la constitución de un grupo de trabajo integrado por varias universidades nacionales con el fin de dar respuesta a la inquietud planteada por el municipio de Junín.
En el ámbito del CIN y en la ciudad de Concordia, en el mes de marzo de 1988, se firmó una carta de intención entre la Universidad de Buenos Aires, la Universidad Tecnológica Nacional, la Universidad Nacional de Rosario y la Universidad Nacional de Luján, en la cual se comprometían a "promover, en el ámbito de sus respectivas universidades, acciones tendientes a facilitar la creación de un Centro Regional Interuniversitario en la ciudad de Junín".
En el marco del compromiso anterior, la Universidad de Buenos Aires encargó un estudio de factibilidad para la creación de un centro de estudios universitarios en Junín. El resultado fue el documento elaborado por Carlos Marquis en el que se propusieron una serie de cuestiones metodológicas a considerar en la realización de un estudio de factibilidad para ofrecer un nuevo espacio universitario en Junín.

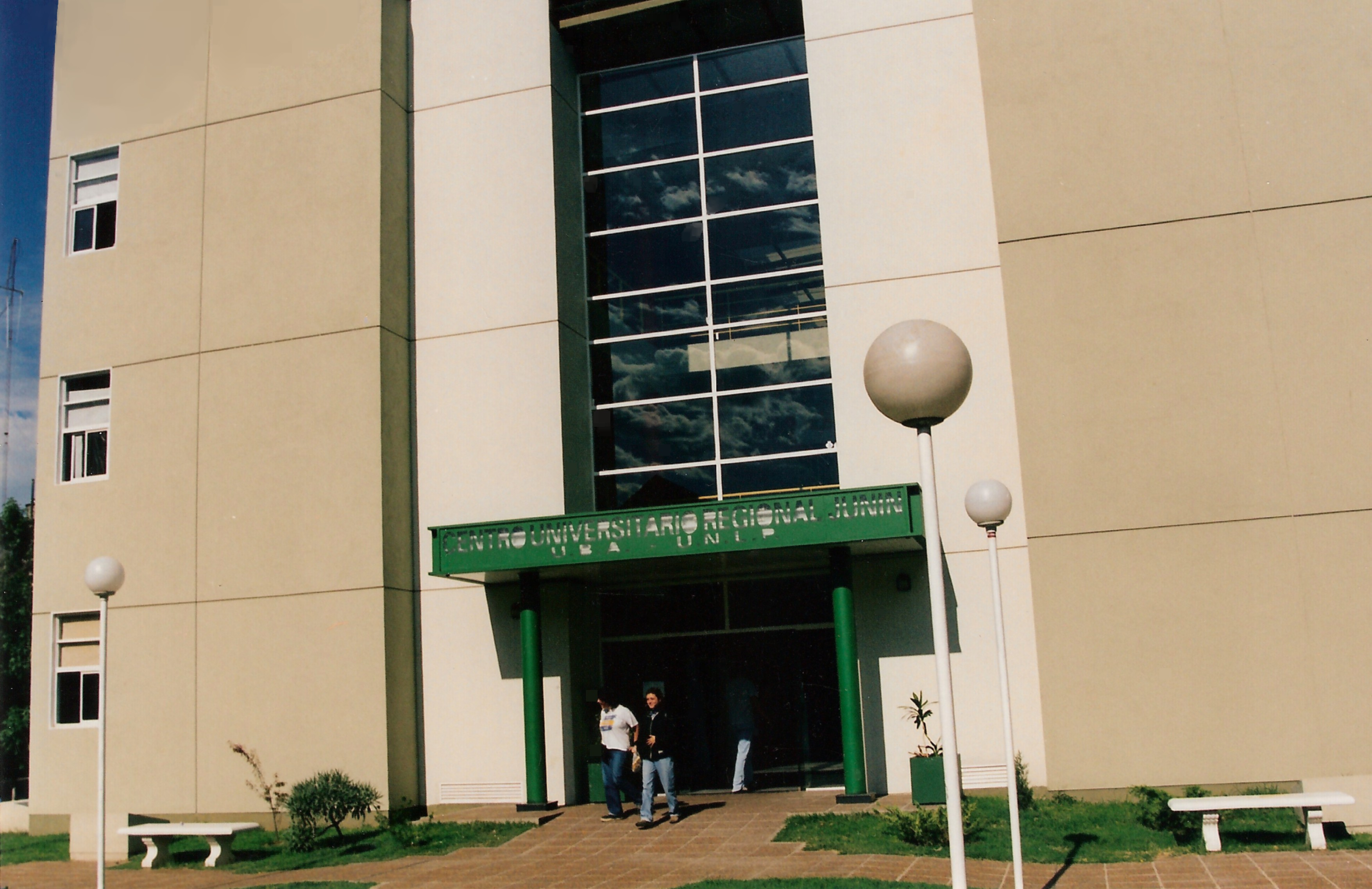
Edificio del Centro Universitario Regional Junín, que posteriormente sería utilizado por la UNNOBA.

En 1989, se firmó la carta de intención entre la Universidad de Buenos Aires, la Universidad Nacional de La Plata y la municipalidad de Junín. En mayo de 1990 se firma el convenio correspondiente y comienza a funcionar el Centro Universitario Regional Junín (CURJ).
Constituyó una experiencia inédita: por primera vez dos universidades nacionales compartirían un lugar físico, comprometiéndose a efectuar una real integración de sus estructuras académicas. Las universidades se harían responsables de la propuesta académica mientras que el municipio de Junín asumía el compromiso de aportar los recursos económicos y materiales necesarios para el desarrollo de la experiencia.
El CURJ inicia sus actividades académicas con el programa de educación a distancia UBA XXI y el Ciclo Básico Común (CBC) de la Universidad de Buenos Aires (UBA), y carreras de las facultades de Derecho, Ciencias Económicas e Ingeniería de la Universidad Nacional de La Plata (UNLP).
Además de la enseñanza de grado, el CURJ desarrolló actividades de postgrado manteniendo además una estrecha relación con la comunidad a través de la extensión universitaria, como una forma de contribuir al desarrollo local y regional.
En junio de 1991, nació la Fundación Centro Universitario Regional Junín (FUCEU), integrada por las municipalidades de Junín y de Leandro N. Alem, y las siguientes entidades juninenses: Sociedad Rural, Sociedad Comercio e Industria, Club de Leones, Colegio de Abogados, Rotary Club, Colegio de Escribanos, Consejo Profesional de Ciencias Económicas y Federación de Sociedades de Fomento. El objetivo central era generar recursos para el sostenimiento económico del centro universitario, para lo cual realizó campañas de socios adherentes y firmó convenios de colaboración con municipios vecinos.
Junín fue pionera en este tipo de emprendimiento, y el éxito logrado motivó a otras ciudades del interior para seguir el mismo camino. Durante la década de 1990 se crean decenas de centros en todo el país, mediante convenios con diferentes universidades nacionales. En particular, la Universidad Nacional de La Plata lleva carreras a más de 10 municipios del interior bonaerense, entre ellos Bolívar, Chacabuco, Chascomús, Las Flores, Nueve de Julio, Pergamino, Saladillo, Tres Arroyos y Veinticinco de Mayo. Las modalidades son diferentes entre un lugar y otro. Por ejemplo, en Derecho las cursadas son regulares solamente en Junín, mientras que en los demás centros se conforman de tres a cuatro mesas de exámenes libres al año o se dictan únicamente el primer y segundo año de la carrera.
En 1991, las autoridades municipales de Pergamino se acercan a la Universidad Nacional de Luján para implementar el dictado de la Licenciatura en Administración Municipal. Así surge el Centro Regional Universitario de Pergamino (CRUP).
En 1993, se crea la Fundación del Centro Regional de Pergamino, entidad sin fines de lucro para apoyar las actividades del CRUP. Estaba conformada por representantes de la Intendencia Municipal de Pergamino, del Consejo Deliberante, del INTA, de la Cooperativa Eléctrica, Servicios Anexos, de Vivienda y Crédito de Pergamino Limitada, la Cámara de Comercio e Industria, la Sociedad Rural, el Rotary Club y el Club de Leones. Posteriormente y como consecuencia de la disolución del Club de Leones, suma sus esfuerzos la Asociación de Ingenieros Agrónomos del Norte de Buenos Aires (AIANBA). El 21 de mayo de 1996 la Fundación del Centro Regional obtuvo su personería jurídica y se redactó el estatuto de funcionamiento, en el cual quedó definido el procedimiento de la elección de autoridades que conformarían el Consejo de Administración y sus objetivos fundamentales.
Durante la década de 1990 los centros universitarios de Junín y Pergamino funcionaron llevando carreras universitarias a los jóvenes de la región. El de Junín llegó a tener un total de 15.000 inscriptos, mientras el de Pergamino alcanzó los 2.600. El promedio anual de inscripciones fue de más de 1000 en Junín y de 240 en Pergamino.
El Centro Universitario Regional Junín agregó en 1993 la carrera de Analista de Computación de la Universidad de La Plata (UNLP), y en 1994 Agronomía de la UBA. En 1996, mediante un convenio con la Universidad Nacional de Rosario, extendió la oferta académica incorporando la carrera de Psicología. En 1997 se incorporan las licenciaturas en Química, Bioquímica y Farmacia y los profesorados en Física y Matemática, todas de la UNLP. En el año 2000 se agrega la Licenciatura en Economía y Administración Agraria de la UBA, y la Licenciatura en Administración de la UNLP.
Por su parte, el Centro Regional Universitario de Pergamino realizó convenios con las universidades de Mar del Plata (UNMP), Tres de Febrero (UNTREF), Morón (UM) y Rosario (UNR) y con el Instituto Universitario Aeronáutico (IUA) de Córdoba. Durante varios años funcionó el programa Pro Ciencia mediante un convenio entre la Universidad Nacional de La Plata (UNLP) y la Secretaría de Ciencia y Tecnología, capacitando docentes de niveles medio y terciario.
En 1996, se produce la primera colación de grado del CURJ, con la graduación de un grupo de contadores de la UNLP. Al año siguiente egresarían los primeros informáticos, ingenieros y abogados. En 1997 la matrícula del CURJ superó los 3000 alumnos.
En 1998, por medio de un convenio firmado por la UNLP, comenzaron a funcionar en el interior de la provincia unidades de investigación y enseñanza de tecnología, ubicados en Coronel Pringles, Junín, Pergamino y Tres Arroyos, entre otras ciudades.

### Creación de la universidad
Con sus 15.000 inscriptos en 11 años y carreras de prestigiosas universidades nacionales como la UBA y la UNLP, el CURJ había posicionado a Junín como polo universitario del noroeste bonaerense. Pero al mismo tiempo, también había alcanzado el techo de sus posibilidades de desarrollo, por lo que era el momento para avanzar sobre la largamente esperada universidad propia.
En agosto de 2002, el senador radical por Mendoza, Raúl Baglini, presenta ante el Consejo Interuniversitario Nacional (CIN) el proyecto para la creación de la Universidad Nacional de Junín. Lo plantea como "un auténtico acto de justicia", una "reparación histórica y un reconocimiento a lo realizado por la municipalidad de Junín junto a su pueblo", proponiendo que se establezca "sobre la base del Centro Universitario Regional" que funcionaba en Junín desde hacía más de una década con carreras de las universidades de Buenos Aires, La Plata y Rosario.
El proyecto establecía que la universidad tendría su sede en la ciudad de Junín, fundamentándolo en los siguientes factores:
- La ley 20.204 de marzo de 1973 creaba la Universidad Nacional del Noroeste de la Provincia de Buenos Aires con sede central en Junín, para la cual se había dispuesto la profundización de los estudios de factibilidad para su puesta en marcha, pero que no había llegado a concretarse.
- El liderazgo regional del Centro Universitario Regional Junín, ya consolidado en el ámbito universitario de la mano de las más importantes universidades de la Argentina, alcanzando un desarrollo significativo a nivel académico y en cantidad de alumnos.
- El perfil de cabecera regional de Junín, consolidándose como centro de investigación y capacitación, de comercialización y consumo, de provisión de insumos y servicios, siendo sede regional de la mayor cantidad de organismos nacionales y provinciales.
- La excelente accesibilidad y conectividad de Junín gracias a contar con la ruta internacional que une Buenos Aires con Chile, más una ruta nacional y dos provinciales.
- La zona de influencia de la ciudad de Junín, compuesta por casi 20 partidos que forman el norte y noroeste de la provincia de Buenos Aires, incluyendo desde Pergamino en el norte hasta Nueve de Julio en el sur, y desde General Villegas al oeste hasta Chivilcoy en el este, alcanzando aproximadamente un millón de habitantes.
- El aval de los estudios realizados por las principales universidades del país, que participaron del proyecto y eligieron a Junín.

La sustentabilidad económica del proyecto se basaba en que el presupuesto nacional de 2001 ya había establecido un aporte adicional de un millón de pesos para la atención de gastos del Centro Universitario de Junín. Con lo cual el proyecto tenía realidad física, sustentabilidad económica y factibilidad académica.
En los primeros meses del año 2002, se hizo la presentación a la Cámara de Diputados de la Nación de los antecedentes históricos, la evolución del CURJ y la documentación pertinente que respaldaba la presentación del proyecto de ley. En cumplimiento del artículo 48 de la Ley de Educación Superior n.º 24.521, la Comisión de Educación giró toda la documentación al CIN para el análisis de la factibilidad de creación de la nueva universidad.
En abril de 2002, el CURJ presentó la documentación ante la Comisión de Asuntos Académicos del CIN en la reunión plenaria de Tucumán. En los meses siguientes se expusieron los argumentos ante el Comité Ejecutivo en la ciudad de Buenos Aires.
El proyecto ingresa al Congreso Nacional bajo el número de expediente 1858/02, el 9 de agosto de 2002. La Cámara de Senadores lo aprueba el 25 de agosto y pasa a la Cámara de Diputados.
Por su parte, desde la Fundación del Centro Regional Universitario de Pergamino se proyectaba la creación de una Universidad Autónoma de Pergamino "como forma de consolidar definitivamente los estudios superiores en nuestra Región". En vista de la existencia del proyecto para crear la Universidad Nacional de Junín, dirigentes de Pergamino comienzan a realizar gestiones para lograr llevar una sede a esta ciudad, tal como establecía la ley de 1973 que autorizaba el establecimiento de dependencias en otros partidos de la zona de influencia de Junín. Así fue como en septiembre de 2002 un grupo de dirigentes de Pergamino, integrado entre otros por el intendente Héctor Gutiérrez, el senador provincial Pedro Courtial, la diputada Rosa Tulio y el diputado provincial Alcides Sequeiro, reclaman ante la ministra de Educación de la Nación, Graciela Giannettasio, que la nueva universidad contemple los conceptos de la ley sancionada hacía casi 30 años, mediante la cual se creaba la Universidad Nacional del Noroeste, "con sede del Rectorado en Junín" y "subsedes y facultades en Pergamino". La ley estaba vigente, pero nunca había sido reglamentada ni había habido sustento presupuestario para llevarla a la práctica, por lo que se intentó hacer llegar esta inquietud al entonces presidente Eduardo Duhalde. Entre las ventajas que señalaron los pergaminenses, dijeron que la creación de la Universidad Nacional iba a "permitir retener en nuestra ciudad a los estudiantes locales; elevar el nivel cultural de la ciudad, y lograr mayores opciones para el perfeccionamiento y la capacitación de los profesionales".
Gracias a estas gestiones, a fines de 2002 se decidió que la universidad debía tener jerarquía regional, por lo que en lugar de "Universidad Nacional de Junín" se debía denominar "Universidad Nacional del Noroeste de la Provincia de Buenos Aires", manteniendo su sede central en la ciudad de Junín.

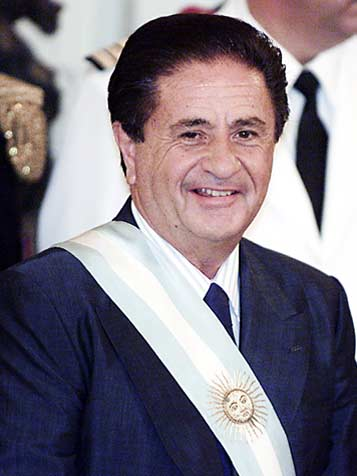
Eduardo Duhalde, presidente interino de la Nación entre 2002 y 2003.

Pero para ese momento todavía faltaba el dictamen de factibilidad del CIN y ya había finalizado el período de sesiones ordinarias del Congreso de la Nación, por lo que ante la necesidad de incorporar la nueva universidad en la ley de presupuesto para el año 2003, el Poder Ejecutivo Nacional decide crearla mediante un decreto. Así fue como el 16 de diciembre de 2002 el presidente Eduardo Duhalde firmó el decreto 2.617 creando la Universidad Nacional del Noroeste de la Provincia de Buenos Aires, con sede en Junín.
Al comenzar el período de sesiones ordinarias del año 2003, el Congreso retoma el tratamiento del proyecto de ley. Las gestiones de los dirigentes de Pergamino logran que se contemple una sede de la universidad en esa ciudad, para lo cual se realizan las modificaciones necesarias al texto del proyecto obteniendo el consenso necesario para ser transformado en ley. El 5 de noviembre de 2003 obtiene media sanción de la Cámara de Diputados, y finalmente el 19 de noviembre de 2003 es aprobado por la Cámara de Senadores convirtiéndose en la ley 25.824 creando la Universidad Nacional del Noroeste de la Provincia de Buenos Aires, con sede central en la ciudad de Junín. La norma contemplaba también una sede en Pergamino y la posibilidad de establecer otras dependencias más en la zona de influencia. Habían transcurrido más de 30 años del decreto de Lanusse de 1973.

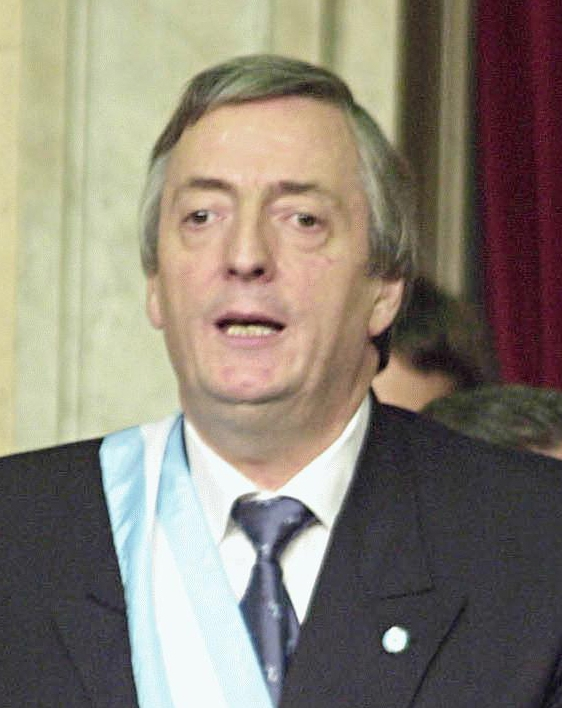
Néstor Kirchner, presidente de la Nación entre 2003 y 2007.

El 5 de diciembre de 2003, la ley es promulgada por el Poder Ejecutivo, en ese entonces a cargo del presidente Néstor Kirchner, mediante el decreto 1204/03.
El cambio de denominación, de "Universidad de Junín" a "Universidad del Noroeste", y la inclusión de una sede en Pergamino beneficiaron a ambas ciudades. Para Pergamino, significó lograr una sede de la universidad, como ya lo establecía la ley de 1973. Y para Junín representó pasar de la posibilidad de tener una universidad local, como proponía el proyecto original, a convertirse en el centro educativo más importante del noroeste bonaerense, siendo cabecera de la única universidad estatal centrada en la región.
A propuesta del Ministerio de Educación, Ciencia y Tecnología, se designó al Ingeniero Luis Julián Lima como rector organizador.

### Hitos en la historia de la universidad
El expediente conteniendo el proyecto institucional de la UNNOBA ingresó a la CONEAU (Comisión Nacional de Evaluación y Acreditación Universitaria) el 20 de septiembre de 2004.
A principios de 2005, la universidad comienza a funcionar con ocho carreras de grado: Ingeniería Agronómica, Ingeniería Mecánica, Licenciatura en Ciencia de los Alimentos, Licenciatura en Diseño de Indumentaria y Textil, Licenciatura en Sistemas, Licenciatura en Administración, Contador Público y Abogacía; seis carreras de pregrado: Tecnicatura en Producción de Alimentos, Tecnicatura en Mecanización de la Producción Agropecuaria, Tecnicatura en Producción Agropecuaria, Tecnicatura en Cooperativismo, Programador Universitario y Enfermería; y tres ciclos de licenciatura: en Biología, Historia y Geografía. El 35% de los docentes acreditaba formación de posgrado, y solamente el 5% carecía de título de grado.
El 26 de julio de 2005, la CONEAU resuelve dirigir dictamen favorable al Ministerio de Educación, Ciencia y Tecnología en relación con la solicitud de puesta en marcha de la UNNOBA, considerando que el proyecto institucional de la universidad "cumple en líneas generales con las finalidades, funciones y requisitos contemplados en la ley 24.521".
En febrero de 2007, se firma el Convenio de Cooperación Académica entre el INTA y la UNNOBA, en procura de "incrementar la calidad y cantidad de actividades conjuntas de docencia, investigación y transferencia en ciencia y tecnología de semillas". Las actividades de investigación desarrolladas en el marco de este convenio corresponden a proyectos relacionados con ciencia y tecnología de semillas de los que participa el Laboratorio de Análisis de Semillas de la EEA INTA Pergamino.
El 20 de abril de 2007, se presenta el sistema Guaraní WAP, desarrollado por un equipo multidisciplinario integrado por la Dirección de Informática de la UNNOBA y el SIU, entidad dependiente de la Secretaría de Políticas Universitarias del Ministerio de Educación, Ciencia y Tecnología. Se trata de un sistema que permite a alumnos y docentes acceder desde un teléfono móvil al sistema de gestión de alumnos SIU-Guaraní, implementado en más de 150 unidades académicas de 30 universidades de la Argentina.
El Instituto de Matemática, Informática y Tecnología (iMIT) de la UNNOBA auspició la 1.ª Escuela Franco Latinoamericana de Optimización, que tuvo lugar entre el 23 y el 28 de abril de 2007 en la sede Pergamino.
El 15 de junio de 2007, asumió el profesor Dr. Guillermo Tamarit como primer rector electo de la UNNOBA. El acto se realizó en el rectorado de la universidad, ubicado en Junín, y marcó el final de la etapa de normalización de la casa de altos estudios, que desde ese momento pasó a tener autonomía plena. Se dejó atrás el período de organización de la universidad que llevó adelante el Ingeniero Luis Julián Lima como rector organizador.
El XXXVI Congreso Argentino de Genética tuvo lugar en la sede Pergamino de la UNNOBA entre los días 23 y 26 de septiembre de 2007. Asistieron al evento 191 socios, 85 no socios, 79 invitados y 268 estudiantes, y se presentaron 249 trabajos de investigación. Los resúmenes de las ponencias plenarias desarrolladas en conferencias, simposios, mesas redondas y de las comunicaciones libres expuestas en paneles se publicaron como suplemento del volumen XVIII de la revista Journal of Basic and Applied Genetics de la Sociedad Argentina de Genética (SAG).
El 26 de agosto de 2007, funcionarios municipales y autoridades universitarias avanzaron en los estudios para construir una planta elaboradora de bioetanol en Chacabuco y una planta de biodiésel junto a un laboratorio para control de calidad en Junín.
El 30 de abril de 2009, la UNNOBA firmó un convenio con el INTA para la conformación de la Unidad Integrada y la futura creación de un complejo científico tecnológico destinado a fortalecer la producción agropecuaria y contribuir al desarrollo regional.
En junio de 2009, a través de la licitación privada 03/09, la UNNOBA licita la obra de puesta en valor y refuncionalización de las oficinas de la ex Bodegas Giol para que sean destinadas al Polo Tecnológico del Noroeste de la Provincia de Buenos Aires, que tiene su sede en Junín. El edificio se encuentra en la esquina de Newbery e Italia.
El 26 de junio de 2009, la UNNOBA firmó un convenio con la municipalidad de Junín para la protección y puesta en valor del Chalet Mr York, para su posterior uso como nuevo rectorado de la universidad.
El 4 de agosto de 2009, la UNNOBA realizó su estreno televisivo: "Que supimos conseguir, una mirada sobre el bicentenario". Fueron 13 programas conducidos por Daniel Tognetti, que se emitieron por el canal Encuentro. Se realizó a través del AU-RA (Área Universitaria de Realizaciones Audiovisuales) de la universidad, con los auspicios de las municipalidades de Junín y Pergamino. Los capítulos tocaron los siguientes temas: derechos humanos, populismo, inmigración, educación, democracia, salud, movimientos políticos, soberanía, medios de comunicación, cultura y Nación, historia del trabajo y desarrollo, ciencia y tecnología.
El lunes 5 de octubre de 2009, se realizó el primer acto de colación de grado de la universidad. El mismo se llevó a cabo en el Teatro de la Ranchería de Junín, y fueron 19 los alumnos que recibieron su diploma. Los títulos otorgados correspondieron a Licenciatura en Administración, Contador Público, Programador Universitario de Sistemas, Enfermería y Tecnicatura en Gestión de Pymes. Contó con la presencia del rector Guillermo Tamarit, el anterior rector Ing. Luis Lima, el secretario de Políticas Universitarias Alberto Dibbern y los intendentes de Junín y Pergamino.
El 1 de diciembre de 2009, la UNNOBA presentó las salas de videoconferencias en las sedes de Junín y Pergamino a través de una conexión directa con la Facultad de Informática de la Universidad Nacional de La Plata. La Secretaria Académica Florencia Castro habló desde Junín, mientras que desde La Plata lo hizo el vicedecano de la Facultad de Informática, licenciado Javier Díaz. La videoconferencia pudo seguirse también desde la sede de Pergamino. El sistema permitirá que alumnos y docentes pueden presenciar y realizar eventos con cualquier otra universidad o institución del mundo que posea esta tecnología.
El 16 de marzo de 2010, se descubrió la piedra fundamental de la Escuela de Ciencias Agrarias, Naturales y Ambientales (ECANA), en el predio que el INTA cedió a la Universidad en Pergamino.
El 11 de marzo de 2011, Guillermo Tamarit fue reelecto por unanimidad como rector de la UNNOBA en la asamblea de claustros, por lo que seguirá al frente de la universidad hasta 2015.
El 21 de octubre de 2011, se inauguró el Polo Tecnológico Junín. Está impulsado por la UNNOBA, la Municipalidad de Junín y más de 60 empresas de tecnología nucleadas en ITNOBA.
A principios de 2012 la UNNOBA adquirió un campo de 85 hectáreas en el partido de Junín, para ser utilizado como estación experimental propia con eje en los temas agrícolas, de genética y de alimentos. El valor de operación ascendió a 2 millones de dólares. El campo se encuentra a 1500 metros del km 146 de la ruta nacional 188, a 14 kilómetros de Junín.
El 10 de diciembre de 2012 y en el marco de los festejos por el 10.º aniversario de la universidad, la UNNOBA inauguró el edificio Reforma Universitaria, nueva sede del Rectorado.